# Conclave del 1198
Il conclave del 1198 venne convocato a seguito del decesso di papa Celestino III. Ne uscì eletto il cardinale Lotario dei conti di Segni, che prese il nome di papa Innocenzo III. Al momento della morte di Celestino III, secondo la fonte di Alfonso Chacon, erano viventi 28 cardinali. Di questi solo 24 parteciparono all'elezione. 
Il decano del Sacro Collegio, il tedesco Konrad von Wittelsbach, si trovava in missione in Siria per conto di Celestino III, dove il 6 gennaio 1198 incoronava Leone re d'Armenia.

## Svolgimento

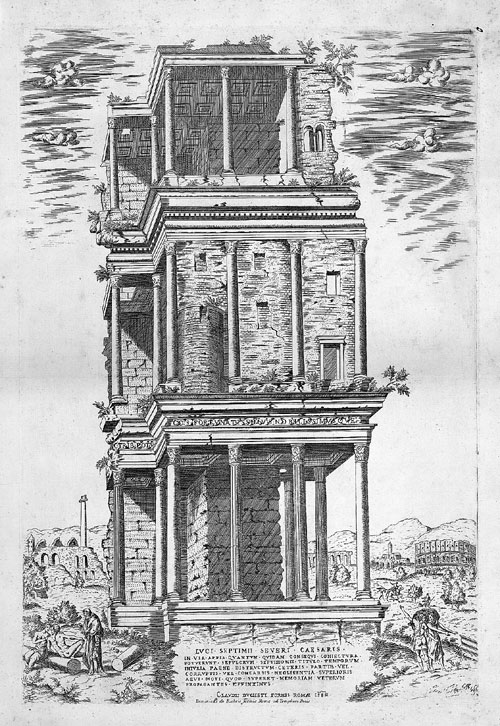
Antica stampa del Settizonio

Lo stesso giorno della morte di papa Celestino III i cardinali si riunirono nel Settizonio (o possibilmente nella vicina chiesa di Santa Lucia in Septisolio) in volontaria clausura. Per la prima volta, inoltre, si scelse il nuovo papa con una votazione (per scrutinium). Alcuni cardinali furono scelti come scrutatori, con la funzione di contare i voti, registrarli ed annunciare i risultati al Sacro Collegio.
Al primo scrutinio Giovanni di Salerno ricevette ben dieci voti, ma il cardinale affermò che non avrebbe accettato l'elezione a Sommo Pontefice. Il cardinale Ottaviano, che nutriva ambizioni al papato, ricevette tre voti, salvo poi decidere di appoggiare Lotario. Al secondo scrutinio i cardinali fecero confluire i voti in favore del trentasettenne cardinale Lotario dei conti di Segni, diacono dei Santi Sergio e Bacco, che era anche il più giovane dei cardinali e non aveva ancora nemmeno l'ordinazione sacerdotale. Lotario accettò l'elezione e scelse il nome di Innocenzo. Tuttavia il nome pontificale non fu scelto dall'eletto, ma gli fu imposto da Graziano da Pisa, decano dei cardinali-diaconi, per eliminare e sostituire il ricordo dell'antipapa Innocenzo III, eletto nel 1179, e condannato all'esilio e internato nell'Abbazia di Cava dei Tirreni (Salerno) dal 1180 al 1183, data della sua morte.
Si fece intronizzare il giorno del 37º compleanno, dopo l'ordinazione sacerdotale e la susseguente consacrazione episcopale da parte del Cardinale Decano. Fu il primo papa a utilizzare uno stemma personale, tradizione che si consolidò arrivando fino ai giorni nostri.

## Lista dei partecipanti[6]

### Presenti in conclave
| Nome                                     | Paese               | Titolo                                                      | Ruolo                                                                                | Nascita    | Concistoro |
| ---------------------------------------- | ------------------- | ----------------------------------------------------------- | ------------------------------------------------------------------------------------ | ---------- | ---------- |
| Ottaviano Poli dei conti di Segni        | Stato Pontificio    | Cardinale vescovo di Ostia e Velletri                       | Legato pontificio emerito in Inghilterra e Normandia                                 |            | 1182       |
| Pietro Gallozia                          | Stato Pontificio    | Cardinale vescovo di Porto                                  | Rettore emerito di Campagna                                                          | 1150       | 09/1190    |
| Soffredo                                 | Pistoia             | Cardinale diacono di Santa Maria in Via Lata                | Suddiacono apostolico                                                                |            | 1182       |
| Pandolfo da Lucca                        | Repubblica di Lucca | Cardinale presbitero dei Santi XII Apostoli                 | Legato pontificio in Toscana                                                         | 1140 ca.   | 12/1182    |
| Pietro Diana                             | Piacenza            | Cardinale presbitero di Santa Cecilia                       | Legato pontificio in Sicilia                                                         |            | 06/03/1185 |
| Bernardo lucchese, Can. Reg. di S. Fred. | Stato Pontificio    | Cardinale presbitero di San Pietro in Vincoli               | Legato pontificio a latere in Toscana                                                |            | 12/03/1188 |
| Giovanni                                 | Milano              | Cardinale presbitero di San Clemente                        | Vescovo di Viterbo e Toscanella                                                      |            | 05/1189    |
| Guy Paré                                 | Regno di Francia    | Cardinale presbitero di Santa Maria in Trastevere           | Abate generale dell'Ordine cistercense                                               | 1145 ca.   | 09/1190    |
| Ugo Bobone                               | Stato Pontificio    | Cardinale presbitero dei Santi Silvestro e Martino ai Monti | Arciprete della patriarcale Basilica Vaticana                                        | 1140 ca.   | 09/1190    |
| Cencio                                   | Stato Pontificio    | Cardinale presbitero di San Lorenzo in Lucina               |                                                                                      |            | 09/1190    |
| Giovanni di Salerno, O.S.B. Cas.         | Regno di Sicilia    | Cardinale presbitero di Santo Stefano al Monte Celio        |                                                                                      |            | 09/1190    |
| Giordano da Ceccano, O. Cist.            | Stato Pontificio    | Cardinale presbitero di Santa Pudenziana                    | Abate del monastero di Fossanova                                                     |            | 12/03/1188 |
| Giovanni di San Paolo, O.S.B.            | Stato Pontificio    | Cardinale presbitero di Santa Prisca                        |                                                                                      |            | 1193       |
| Graziano                                 | Repubblica di Pisa  | Cardinale diacono dei Santi Cosma e Damiano                 | Legato pontificio in Inghilterra; nipote di Papa Eugenio III                         |            | 1178       |
| Gerardo                                  | Repubblica di Lucca | Cardinale diacono di Sant'Adriano al Foro                   |                                                                                      |            | 06/1182    |
| Gregorio                                 | Stato Pontificio    | Cardinale diacono di Sant'Angelo in Pescheria               | Legato pontificio in Spagna; nipote di Celestino III                                 |            | 09/1190    |
| Gregorio Carelli                         | Stato Pontificio    | Cardinale diacono di San Giorgio in Velabro                 |                                                                                      |            | 09/1190    |
| Lotario dei Conti di Segni               | Stato Pontificio    | Cardinale diacono dei Santi Sergio e Bacco                  | Giurista; eletto papa                                                                | 22/02/1161 | 09/1190    |
| Bobone                                   | Stato Pontificio    | Cardinale diacono di San Teodoro                            | Arciprete della Patriarcale Basilica Vaticana                                        |            | 20/02/1193 |
| Gregorio de Galgano                      | Regno di Sicilia    | Cardinale diacono di Santa Maria in Portico                 | Legato pontificio emerito in Germania e Ungheria                                     |            | 12/03/1188 |
| Gregorio Crescenzi                       | Stato Pontificio    | Cardinale diacono di Santa Maria in Aquiro                  |                                                                                      |            | 12/03/1188 |
| Cencio Savelli                           | Stato Pontificio    | Cardinale diacono di Santa Lucia in Orphea                  | Camerlengo di Santa Romana Chiesa; eletto papa come Onorio III nel conclave del 1216 | 1150 ca.   | 20/02/1193 |
| Nicolò Bobone                            | Stato Pontificio    | Cardinale diacono di Santa Maria in Cosmedin                | Abate emerito di S. Lorenzo in Capua                                                 |            | 09/1190    |

### Assenti in conclave
| Nome                        | Paese               | Titolo                                             | Ruolo                                                         | Nascita  | Concistoro |
| --------------------------- | ------------------- | -------------------------------------------------- | ------------------------------------------------------------- | -------- | ---------- |
| Konrad von Wittelsbach      | Sacro Romano Impero | Cardinale vescovo di Sabina                        | Arcivescovo metropolita di Magonza; Decano del Sacro Collegio | 1125     | 11/1163    |
| Pietro Capuano              | Regno di Sicilia    | Cardinale diacono di Santa Maria in Via Lata       | Legato pontificio in Boemia e Polonia                         | 1145 ca. | 20/02/1193 |
| Guillaume de Champagne      | Regno di Francia    | Cardinale presbitero di Santa Sabina               | Arcivescovo di Reims; Arciprete della Basilica Vaticana       | 1135     | 03/1179    |
| Adelardo Cattaneo           | Marca di Verona     | Cardinale presbitero                               | Vescovo di Verona                                             | 1122     | 06/03/1185 |
| Roffredo dell'Isola, O.S.B. | Stato Pontificio    | Cardinale presbitero dei Santi Marcellino e Pietro | Abate di Montecassino                                         | 1150 ca. | 02/06/1191 |
| Rogerio                     | Regno di Sicilia    | Cardinale presbitero di Sant'Eusebio               | Arcivescovo di Benevento                                      |          | 12/1178    |